# Construction Tour
La gira Construction Tour de la banda inglesa Depeche Mode comenzó el 7 de septiembre de 1983 en Hitchin (Reino Unido), y terminó el 2 de junio de 1984 en Ludwigshafen (Alemania). La gira presentó el tercer álbum de la banda, Construction Time Again, publicado en 1983.
En esta gira Depeche Mode actuó por primera vez en Italia.

## Créditos
El grupo se presentó durante toda la gira tal como nuevamente estaba constituido en ese momento, como un cuarteto.
David Gahan - vocalista.
Martin Gore - segundo vocalista, sintetizador, segunda voz y percusión.
Andrew Fletcher - sintetizador y percusión.
Alan Wilder - sintetizador, percusión y apoyo vocal.

## Temas interpretados
Los temas actuados durante los conciertos fueron aún menos de veinte y desde luego con inclinación al álbum Construction Time Again, pero incluso alternaron la pieza instrumental Big Muff de Martin Gore, con lo cual a partir de esta gira las presentaciones de DM ganaron en variedad.

### Listado general de canciones
1. Everything Counts
2. Now This is Fun
3. Two Minute Warning
4. Shame
5. See You
6. Get the Balance Right!
7. Love, in Itself
8. - Pipeline
  - Big Muff
9. The Landscape is Changing
10. And Then...
  - People Are People (solo tocada en Ludwigshafen el 2 de junio de 1984, la última fecha de la gira)
11. Photographic
12. Told You So
13. New Life
14. More Than a Party
15. The Meaning of Love
16. Just Can't Get Enough
17. Boys Say Go!

- Este listado refleja el orden consistente de los temas en cada concierto así como las interpretaciones opcionales, aunque llegó a haber variaciones.

Nota #1: "Pipeline" fue interpretada desde el inicio de la gira hasta el concierto de Birmingham el 3 de febrero de 1984. Fue sustituida por "Big Muff" desde el concierto de Bolonia el 5 de marzo de 1984 hasta el 9 de marzo en Barcelona. En Madrid y en Ludwigshafen am Rhein no fueron interpretadas ninguna de las dos.
Nota #2: El 02/06/84 en Ludwigshafen am Rhein se omitieron varios temas y se ofreció un repertorio especial al tratarse de un festival. El listado fue "Everything Counts", "Now This is Fun", "Two Minute Warning", "Shame", "Get the Balance Right!", "People Are People", "And Then...", "Photographic", "Told You So", "New Life" y "More Than a Party".

### Estadísticas
- Temas del Construction Time Again (9)
- Temas del A Broken Frame (2)
- Temas del Speak & Spell (5)
- Temas no pertenecientes a algún álbum de estudio: (3) People are People aún no era tema de álbum
- Canciones tocadas en la gira anterior Broken Frame Tour: 8
- Total de canciones Interpretadas: 19
- Canción debut no perteneciente al álbum soporte de la gira: "People Are People"
- Todos los sencillos interpretados de un álbum, no perteneciente al de soporte de la gira: Ninguno.

## Destinos de la gira
| Fecha                    | País                | Ciudad                | Lugar                             |
| 7 de septiembre de 1983  | Reino Unido         | Hitchin               | Regal                             |
| 9 de septiembre de 1983  | Irlanda             | Dublín                | SFX                               |
| 10 de septiembre de 1983 | Reino Unido         | Belfast               | Ulster Hall                       |
| 12 de septiembre de 1983 | Reino Unido         | Bristol               | Colston Hall                      |
| 13 de septiembre de 1983 | Reino Unido         | Brighton              | The Dome                          |
| 14 de septiembre de 1983 | Reino Unido         | Southampton           | Gaumont                           |
| 15 de septiembre de 1983 | Reino Unido         | Coventry              | Apollo                            |
| 16 de septiembre de 1983 | Reino Unido         | Sheffield             | City Hall                         |
| 18 de septiembre de 1983 | Reino Unido         | Aberdeen              | Capitol                           |
| 19 de septiembre de 1983 | Reino Unido         | Edimburgo             | Playhouse                         |
| 20 de septiembre de 1983 | Reino Unido         | Glasgow               | Tiffanys                          |
| 21 de septiembre de 1983 | Reino Unido         | Newcastle             | City Hall                         |
| 23 de septiembre de 1983 | Reino Unido         | Liverpool             | Empire                            |
| 24 de septiembre de 1983 | Reino Unido         | Mánchester            | Apollo                            |
| 25 de septiembre de 1983 | Reino Unido         | Nottingham            | Royal Concert Hall                |
| 26 de septiembre de 1983 | Reino Unido         | Hanley                | Victoria Hall                     |
| 28 de septiembre de 1983 | Reino Unido         | Birmingham            | Odeón                             |
| 30 de septiembre de 1983 | Reino Unido         | Cardiff               | Saint David Hall                  |
| 1 de octubre de 1983     | Reino Unido         | Oxford                | Apollo                            |
| 3 de octubre de 1983     | Reino Unido         | Portsmouth            | Guildhall                         |
| 6 de octubre de 1983     | Reino Unido         | Londres               | Hammersmith Odeon                 |
| 7 de octubre de 1983     | Reino Unido         | Londres               | Hammersmith Odeon                 |
| 8 de octubre de 1983     | Reino Unido         | Londres               | Hammersmith Odeon                 |
| 1 de diciembre de 1983   | Suecia              | Estocolmo             | Draken                            |
| 2 de diciembre de 1983   | Dinamarca           | Copenhague            | Saga                              |
| 3 de diciembre de 1983   | Suecia              | Lund                  | Foreningen Akademy                |
| 5 de diciembre de 1983   | Bélgica             | Amberes               | Hof Ter Lo                        |
| 6 de diciembre de 1983   | Países Bajos        | Ámsterdam             | Paradiso                          |
| 8 de diciembre de 1983   | Alemania Occidental | Berlín                | Deutschland Halle                 |
| 10 de diciembre de 1983  | Alemania Occidental | Mannheim              | Musenaal                          |
| 11 de diciembre de 1983  | Alemania Occidental | Saarbrücken           | University Haula                  |
| 12 de diciembre de 1983  | Alemania Occidental | Sindelfingen          | Ausstellungshalle                 |
| 13 de diciembre de 1983  | Alemania Occidental | Neu-Isenburg          | Hugenottenhalle                   |
| 15 de diciembre de 1983  | Alemania Occidental | Colonia               | Sartory Saal                      |
| 16 de diciembre de 1983  | Alemania Occidental | Düsseldorf            | Phillipshalle                     |
| 17 de diciembre de 1983  | Alemania Occidental | Borken                | Stadthalle                        |
| 19 de diciembre de 1983  | Alemania Occidental | Münster               | Hallemunsterland                  |
| 20 de diciembre de 1983  | Alemania Occidental | Bremen                | Stadthalle                        |
| 21 de diciembre de 1983  | Alemania Occidental | Hamburgo              | Musikhalle                        |
| 22 de diciembre de 1983  | Alemania Occidental | Hamburgo              | Musikhalle                        |
| 23 de diciembre de 1983  | Alemania Occidental | Hamburgo              | Musikhalle                        |
| 3 de febrero de 1984     | Reino Unido         | Birmingham            | Odeón                             |
| 5 de marzo de 1984       | Italia              | Bolonia               | Teatro Tenda                      |
| 6 de marzo de 1984       | Italia              | Milán                 | Orfeo Music Hall                  |
| 8 de marzo de 1984       | España              | Valencia              | Pacha                             |
| 9 de marzo de 1984       | España              | Barcelona             | Studio 54                         |
| 10 de marzo de 1984      | España              | Madrid                | Universidad Politécnica de Madrid |
| 2 de junio de 1984       | Alemania Occidental | Ludwigshafen am Rhein | Südwest Stadium                   |